# Тишковский сельский совет (Лубенский район)
Тишковский сельский совет (укр. Тишківська сільська рада) — входит в состав
Лубенского района
Полтавской области
Украины.
Административный центр сельского совета находится в 
с. Тишки.

## Населённые пункты совета
- с. Тишки
- с. Крутой Берег